# Lepthyphantes vividus
Lepthyphantes vividus este o specie de păianjeni din genul Lepthyphantes, familia Linyphiidae, descrisă de Denis, 1955.
Este endemică în Lebanon. Conform Catalogue of Life specia Lepthyphantes vividus nu are subspecii cunoscute.